# Église Notre-Dame-de-l'Assomption du Faouët
L'église Notre-Dame-de-l'Assomption est une église catholique située au Faouët, dans le département du Morbihan, en France.

## Localisation
L'église est située dans le département français du Morbihan, sur la commune du Faouët, dans la petite ville proprement dite. L'église occupe une position excentrée dans la ville, le centre en étant occupé par les vieilles halles du XVIe siècle et la place qui l'entoure.

## Historique
Le clocher, le portail sud et l'ossuaire sont inscrits au titre des monuments historiques par arrêté du 6 juin 1933.

## Architecture

### Structure
L'église possède une nef centrale entourée de : 
- deux bas-côtés formant des collatéraux
- un transept
- un chœur polygonal
- une tour porche à laquelle est adossée un ossuaire
- deux sacristies : une au nord-ouest et une autre au sud-est[2]

### Construction

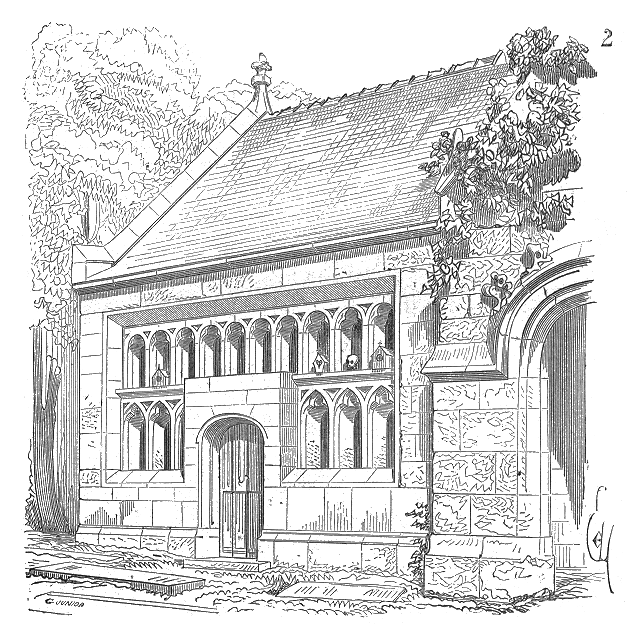
L'ossuaire au milieu du XIXe siècle.

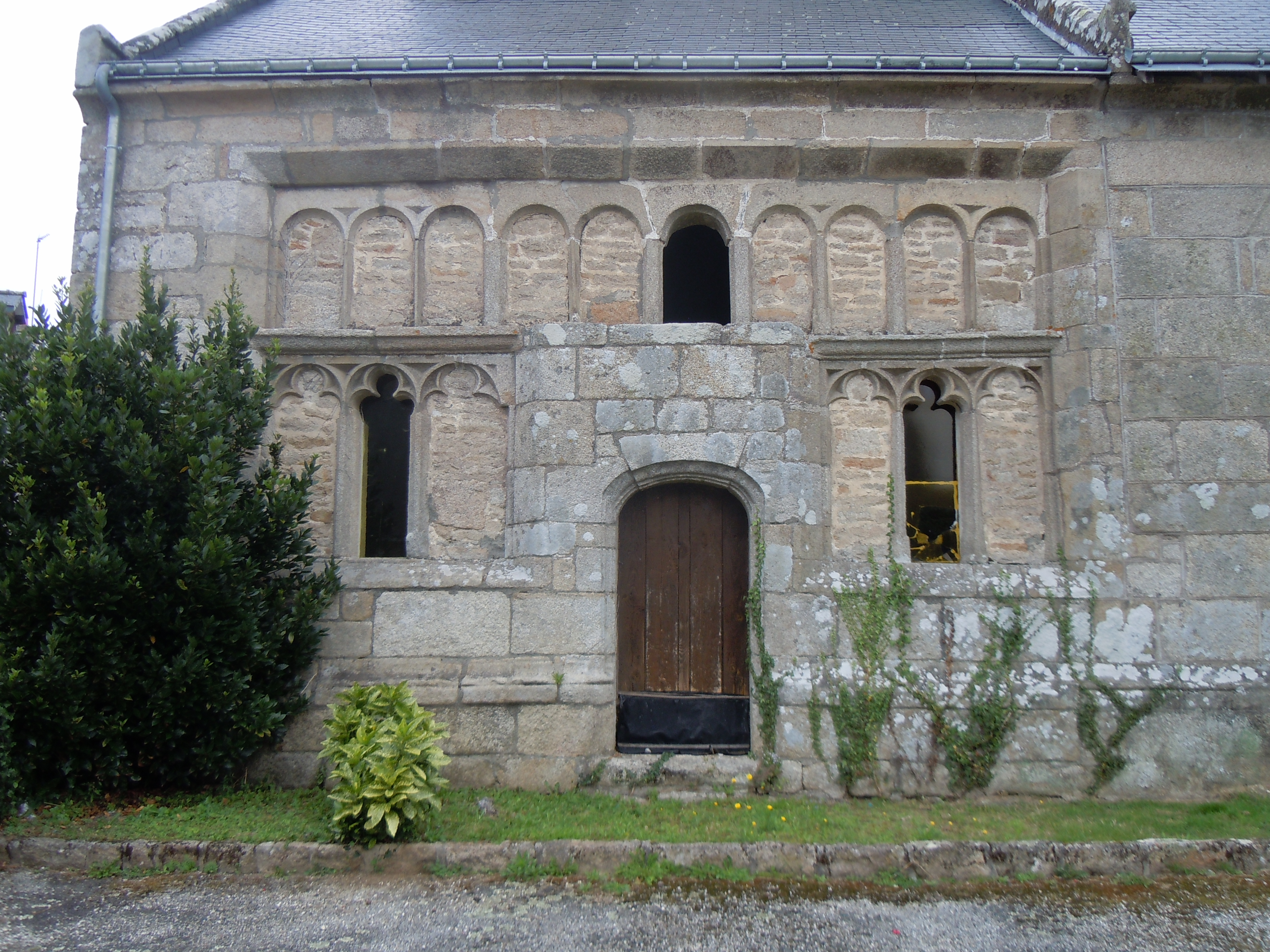
L'ossuaire aujourd'hui muré.

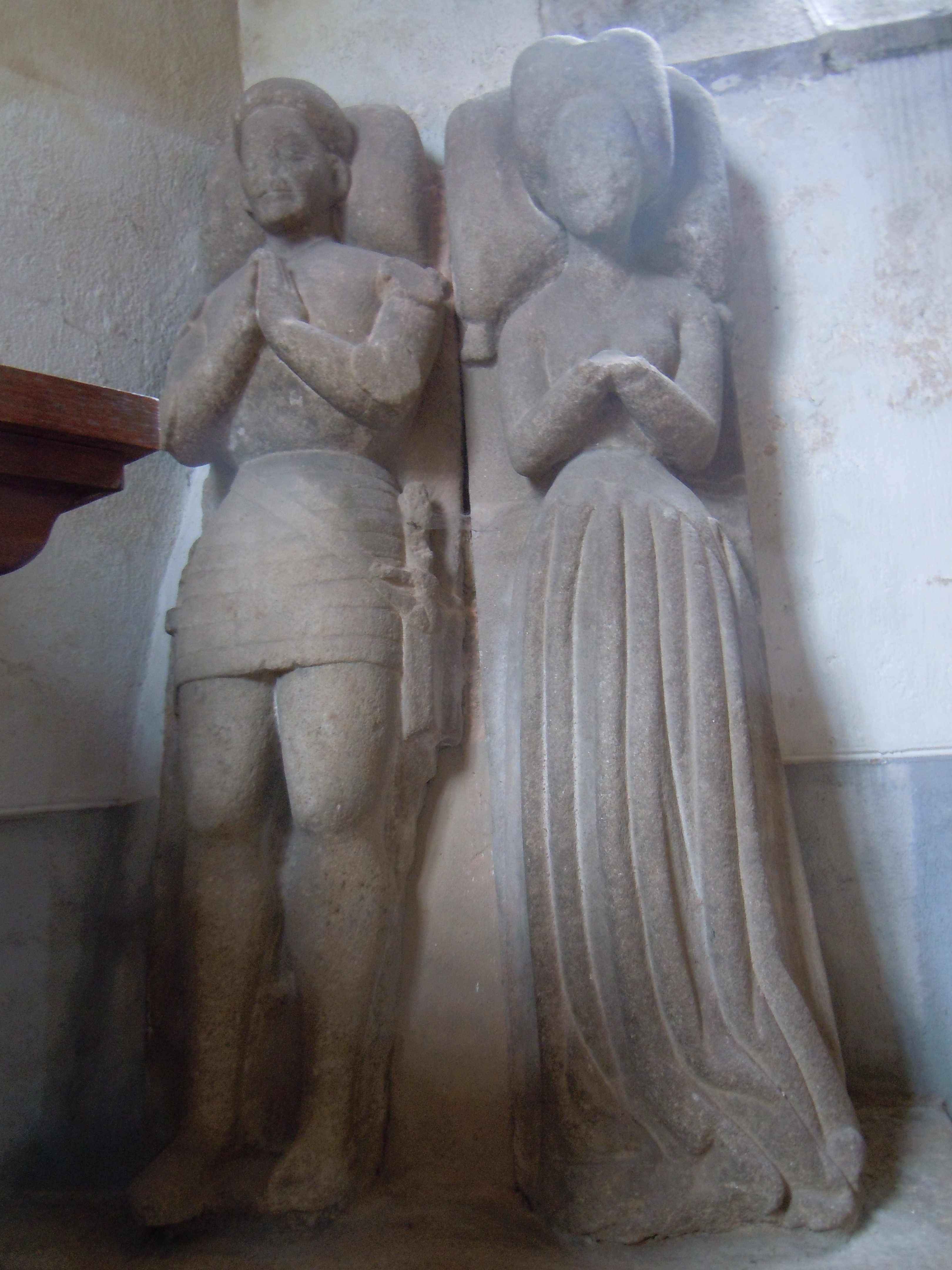
Gisants de Perronnelle de Boutteville et de Bertrand de Trogoff, dans le bras sud du transept.

L'édifice actuel a subi de nombreux remaniements au cours des siècles.
La partie la plus ancienne est la porte intérieure occidentale : elle serait le témoin d'une première église datant du Xiiie ou du Xive siècle.
La tour-clocher-porche plaquée devant cette porte pourrait être, quant à elle, contemporaine de la nef  aux grandes arcades portées par des piliers alternativement circulaires et hexagonaux, arcades caractéristiques de l'architecture de la fin du XVe siècle. Le porche sud daterait de la même époque.
Le linteau de la porte du collatéral nord  et le deuxième pilier nord de la nef portent la date 1642, date des travaux effectués dans le collatéral nord.
En 1743, on modifie le fronton de la tour-porche pour le mettre au goût du jour.
De 1829 à 1852, on construit les bras du transept et la sacristie sud.
Dans la nuit du 26 juillet 1917 les Faouëtais sont réveillés par le bruit du tocsin. Un incendie d'origine accidentelle s'est déclaré dans l'église. Les dégâts sont considérables : plus de toiture, de charpente, de voûte de bois, de retable, d'autel, de statues, de vitraux, de mobilier. Tout est en cendre. Seuls, la tour-porche et le clocher sont intacts.
Il faut reconstruire. De 1924 à 1927, les gros travaux sont exécutés, notamment la reconstruction totale du chœur et des sacristies et le couvrement de l'église en fausse voûte de briques creuses. Les vitraux viendront un peu plus tard.
L'ossuaire, situé sous le clocher, du côté sud, est aujourd'hui muré tandis que le cimetière, situé autrefois autour de l'église, a été déplacé. Fernand Cadoret rapporte dans ses souvenirs de jeunesse que le long du bord extérieur de l'ossuaire, une rangée de crânes s'alignait dans leurs petits édicules de bois et l'aspect en était si horrible, avec leurs bouches édentées et leurs orbites vides qu'il se retournait la tête en passant.

### Particularités

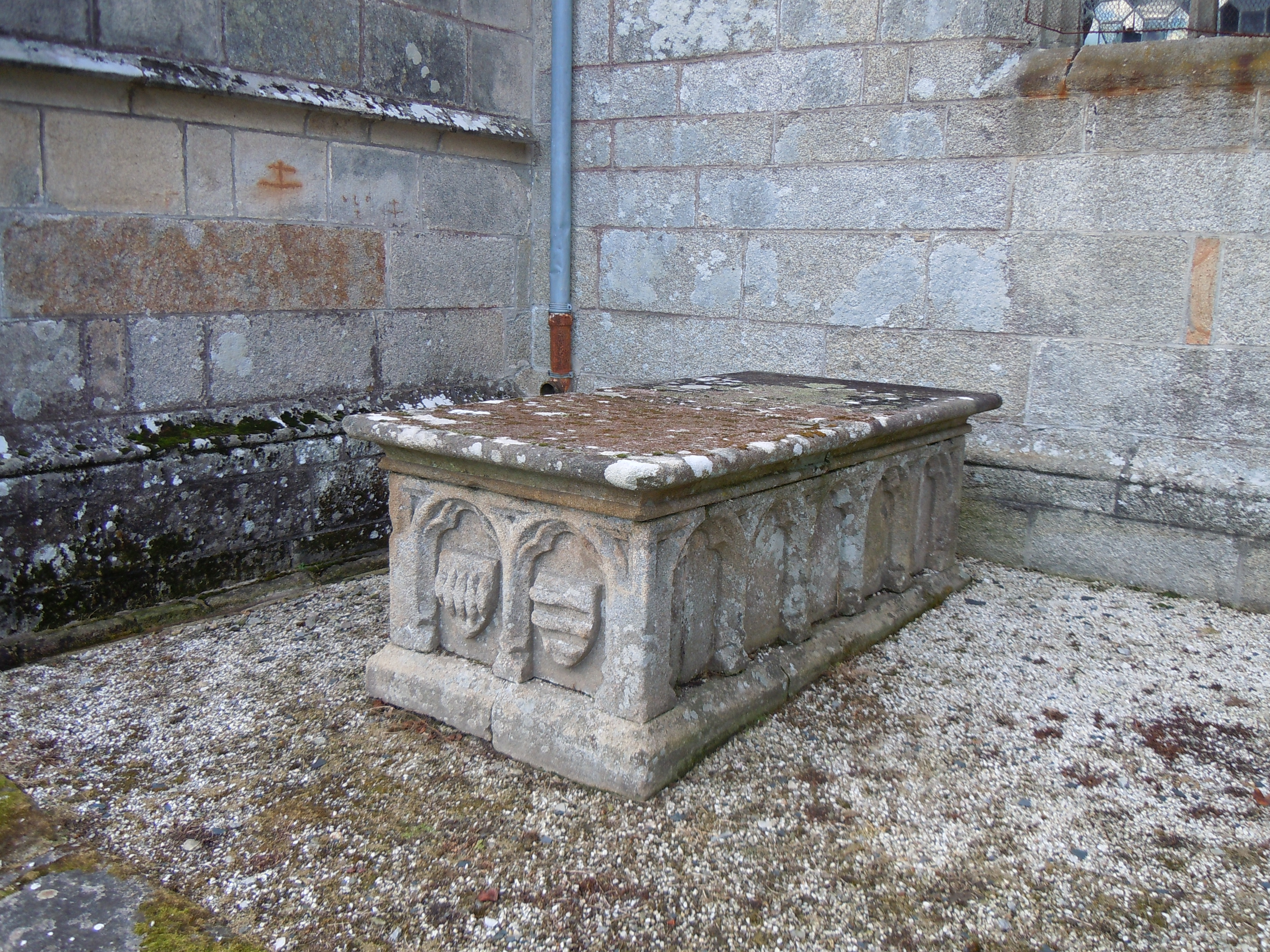
Le tombeau aujourd'hui séparé des gisants, à l'extérieur de l'église.

Le clocher se singularise par sa forme tout à fait originale. Sa toiture couverte d'ardoises, à quatre pans et brisis multiples est, dit-on, d'inspiration scandinave.
Dans le bras sud du transept se trouve un couple de gisants-debout représentant Bertrand de Trogoff et Peronnelle de Bouteville. Les Bouteville furent seigneurs du Faouët du XIVe au XVIe siècle.
Le tombeau de Peronelle et de Bertrand devait se trouver à l'origine dans l'église dont les Bouteville étaient fondateurs et prééminenciers. Les deux gisants sont aujourd'hui séparés d'une partie de leur tombeau qui se trouve à l'extérieur de l'église, dans l'ancien cimetière.

## Galerie

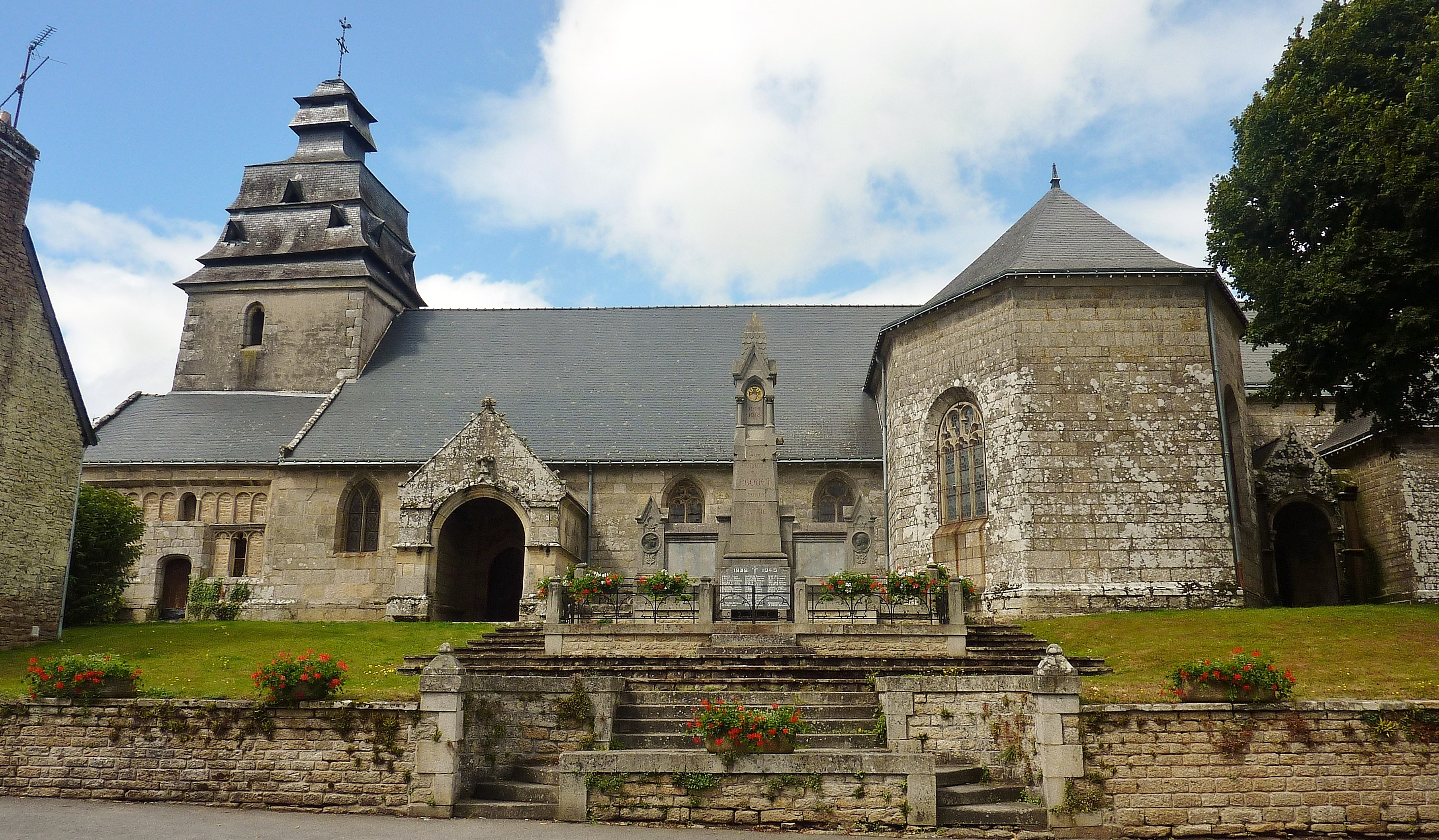
Le Faouët (Morbihan): l'église paroissiale Notre-Dame de l'Assomption, vue extérieure d'ensemble du placître.
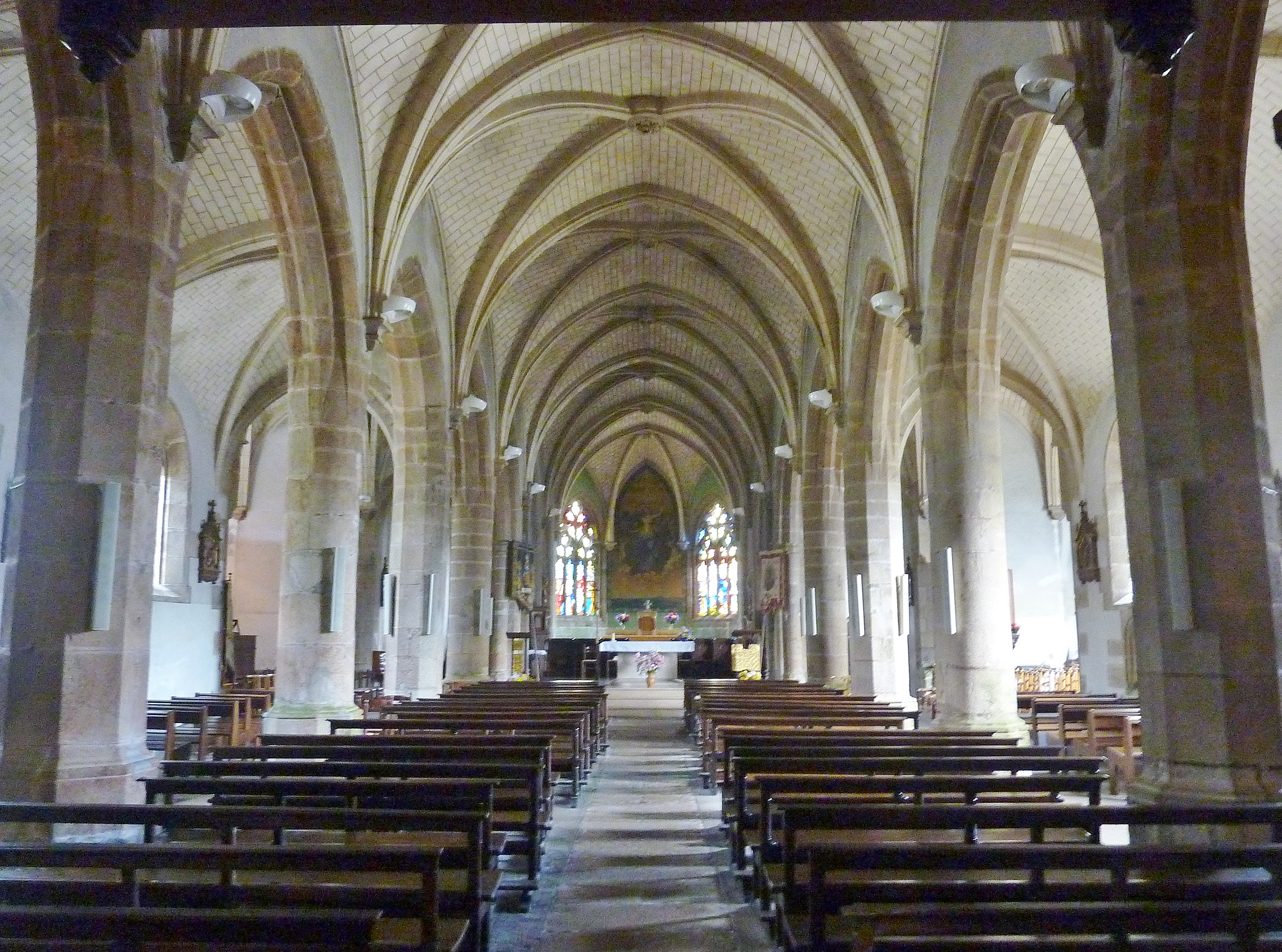
Le Faouët (Morbihan): l'église paroissiale Notre-Dame de l'Assomption, vue intérieure d'ensemble.
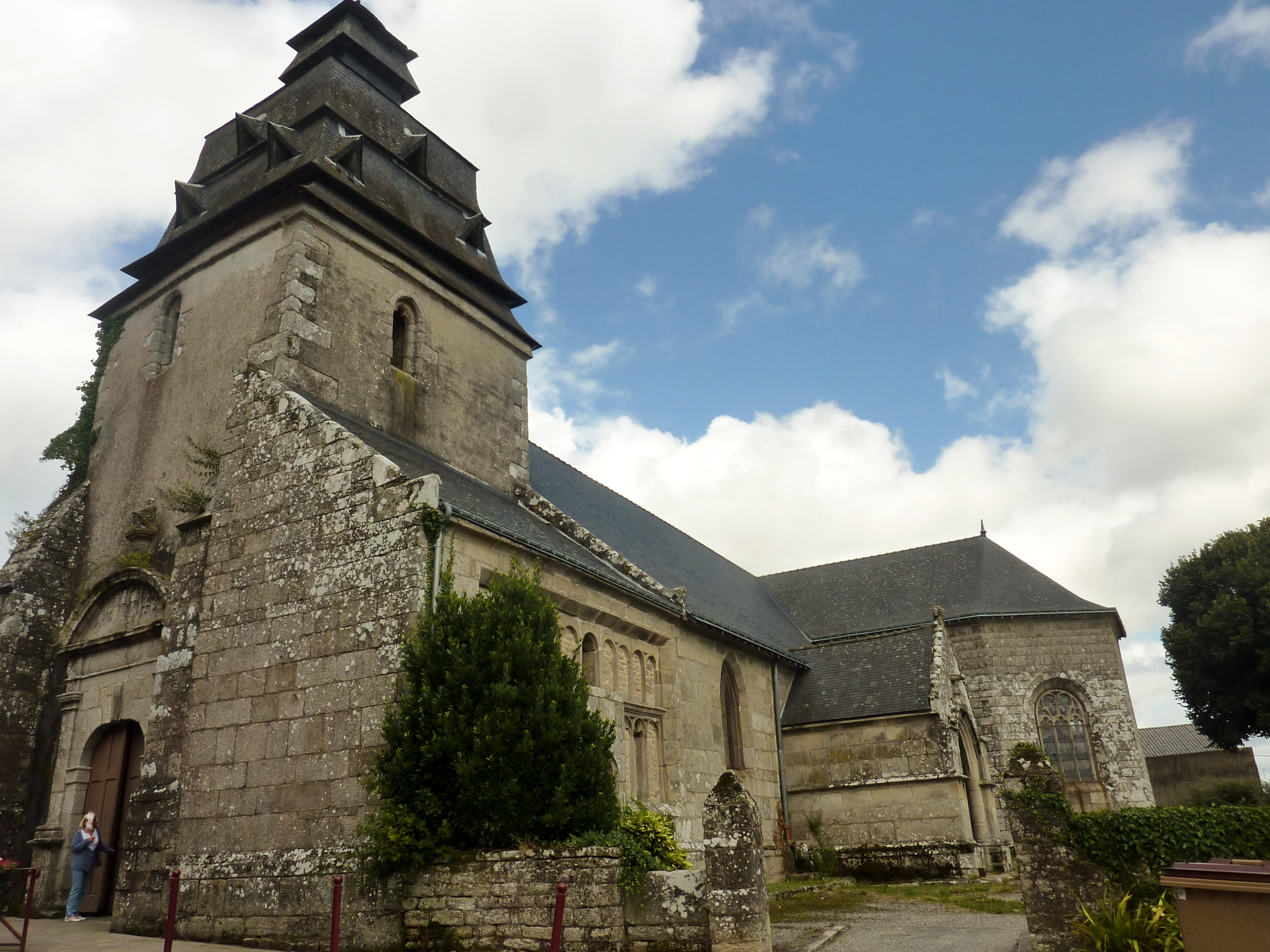
Le Faouët (Morbihan): l'église paroissiale Notre-Dame de l'Assomption, façade et flanc sud.
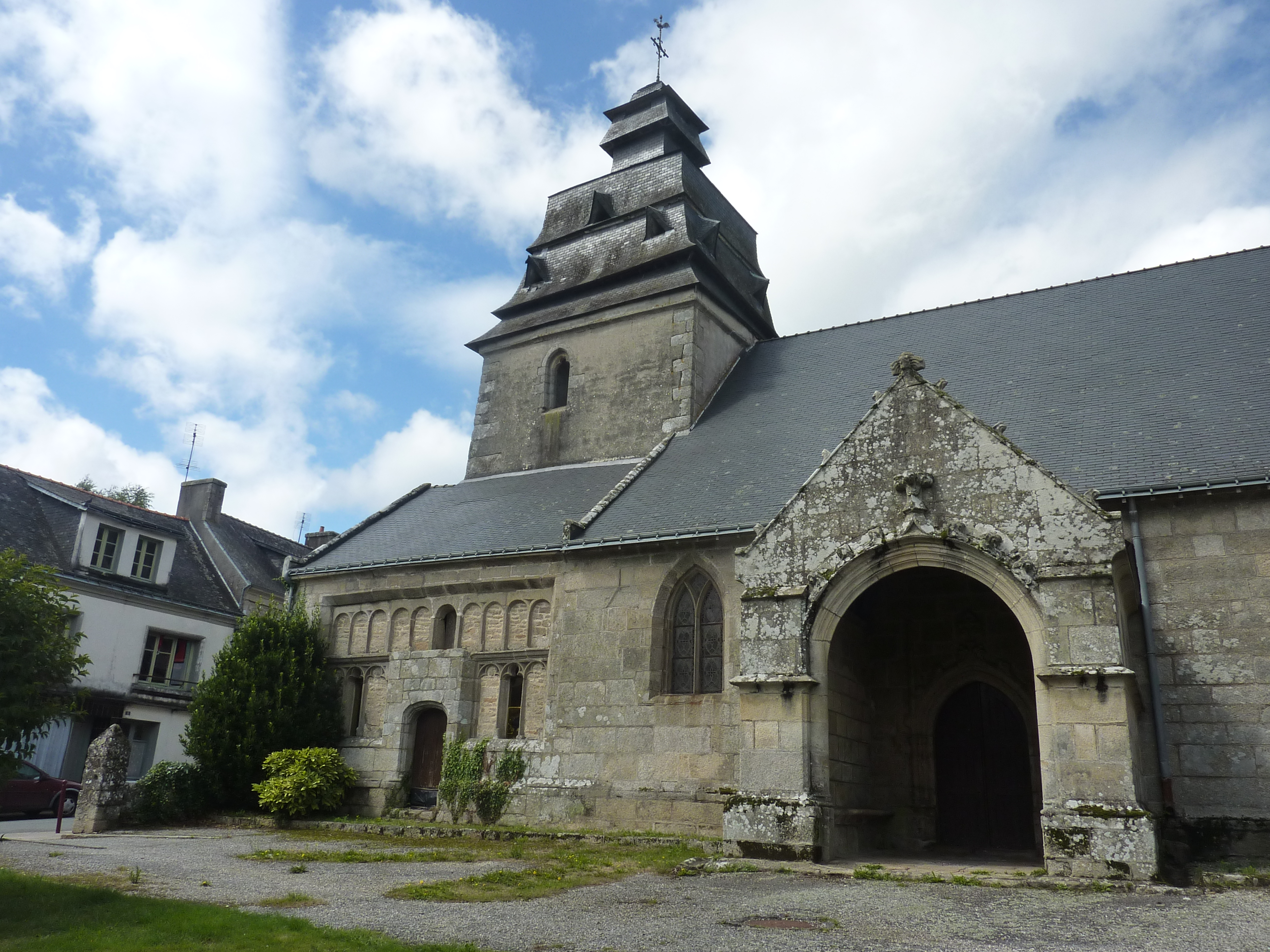
Le Faouët (Morbihan): l'église paroissiale Notre-Dame de l'Assomption, le porche, le clocher et l'ossuaire muré.
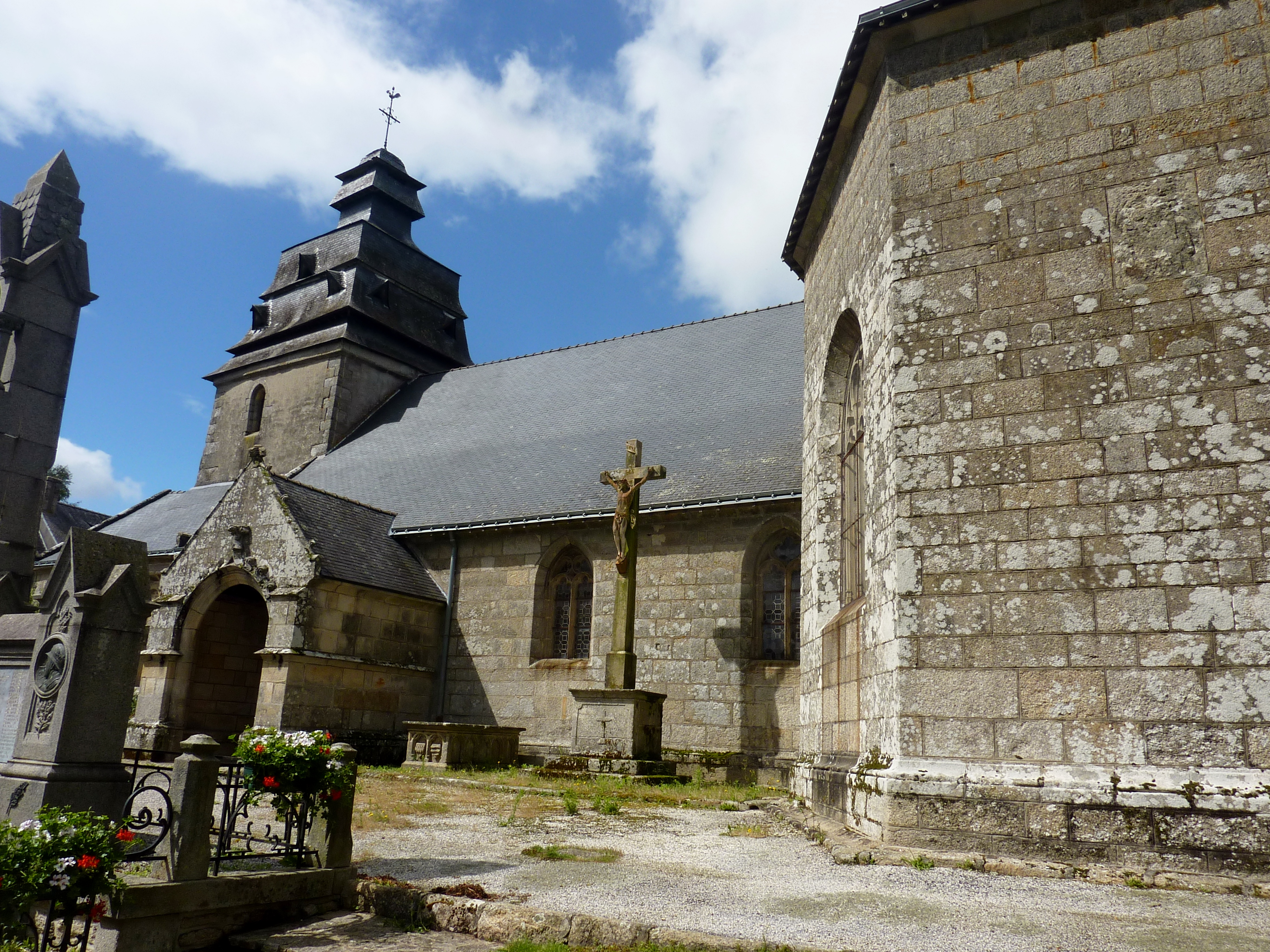
Le Faouët (Morbihan): l'église paroissiale Notre-Dame de l'Assomption, le calvaire, le tombeau portant les armoiries des familles De Bouteville et De Trogoff, le porche.
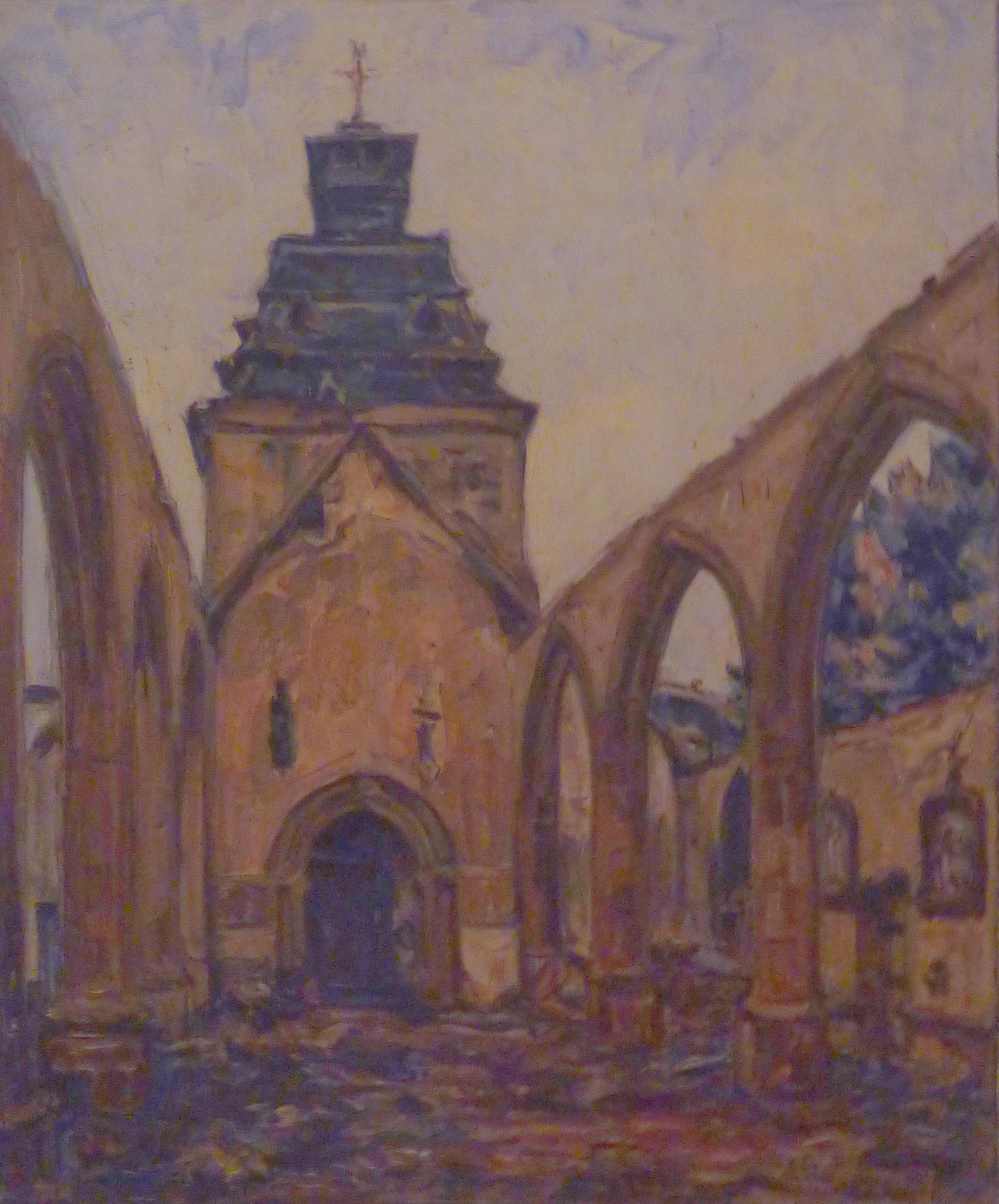
Germain David-Nillet (1861-1932) : L'église du Faouët après l'incendie , vue du clocher (1917, huile sur toile, collection paroisse du Faouët).